# Ferdinand Omanyala
Ferdinand Omanyala, född 2 januari 1996, är en kenyansk friidrottare specialiserad på kortdistanslöpning.

## Karriär
Vid samväldesspelen 2022 tog Omanyala guld på 100 meter. Samma år tog han guld på 100 meter vid de afrikanska mästerskapen.